# Вулиця Олекси Гірника (Київ)
Ву́лиця Олекси́ Гі́рника — вулиця в Солом'янському районі міста Києва, місцевість Новокараваєві дачі. Пролягає від Відрадного проспекту до Новопольової вулиці.
Прилучаються вулиці Знам'янська, Газова, Танкістів, Патріотів, Одеська, Залісна, Планерна, Зелена і Постова.

## Історія
Вулиця виникла в середині XX століття під назвою 143-тя Нова. 1953 року отримала назву Суздальська вулиця. 
Сучасна нвзва на честь українського дисидента, політв'язня Олекси Гірника — з 2023 року